# Рождественська сільська рада (Коропський район)
Рождественська сільська́ ра́да — адміністративно-територіальна одиниця та орган місцевого самоврядування в Коропському районі Чернігівської області. Адміністративний центр — село Рождественське.

## Загальні відомості
- Територія ради: 74,904 км²
- Населення ради: 1 676 осіб (станом на 2001 рік)

На території сільради діє ЗОШ I-III ст. та ДНЗ.
Сільська рада зареєстрована 1919 року. Стала однією з 25-ти сільських рад Коропського району і одна з 17-ти, яка складається більше, ніж з одного населеного пункту.

## Населені пункти
Сільській раді підпорядковані населені пункти:
- с. Рождественське (1392 особи)
- с-ще Груди (22 особи)
- с. Єгорівка (35 осіб)
- с. Накот (91 особа)
- с. Синявка (136 осіб)

## Склад ради
Рада складається з 16 депутатів та голови.
- Голова ради: Гейко Анатолій Миколайович
- Секретар ради: Зязя Надія Іванівна

### Керівний склад попередніх скликань
| Прізвище, ім'я, по батькові | Основні відомості                                                         | Дата обрання | Дата звільнення |
| --------------------------- | ------------------------------------------------------------------------- | ------------ | --------------- |
| Грицай Олексій Миколайович  | Сільський голова, 1960 року народження, безпартійний                      | 26.03.2006   | 31.10.2010      |
| Гейко Анатолій Миколайович  | Сільський голова, 1966 року народження, освіта вища, член Партії регіонів | 31.10.2010   |                 |

Примітка: таблиця складена за даними сайту Верховної Ради України

### Депутати
За результатами місцевих виборів 2010 року депутатами ради стали:

#### За суб'єктами висування
| Суб'єкт висування                 | Кількість обраних депутатів | %    |
| --------------------------------- | --------------------------- | ---- |
| Партія регіонів                   | 5                           | 31,3 |
| Самовисування                     | 5                           | 31,3 |
| Комуністична партія України       | 4                           | 25   |
| Політична партія «Сильна Україна» | 2                           | 12,5 |

#### За округами
| № округу                          | Прізвище, ім'я, по батькові   | Дата визнання обраним | Освіта             | Партійна приналежність                        | Відомості про обраного депутата            |
| --------------------------------- | ----------------------------- | --------------------- | ------------------ | --------------------------------------------- | ------------------------------------------ |
| Комуністична партія України       |                               |                       |                    |                                               |                                            |
| 12                                | Зязя Надія Іванівна           | 01.11.2010            | середня спеціальна | позапартійна                                  | Жовтнева сільська рада, секретар           |
| 13                                | Шаповал Василь Григорович     | 01.11.2010            | середня            | член Комуністичної партії України             | пенсіонер                                  |
| 14                                | Жихор Василь Андрійович       | 01.11.2010            | середня            | член Комуністичної партії України             | тимчасово не працює                        |
| 15                                | Баран Іван Іванович           | 01.11.2010            | середня спеціальна | член Комуністичної партії України             | агрофірма «Вольниця», водій                |
| Партія регіонів                   |                               |                       |                    |                                               |                                            |
| 7                                 | Романь Микола Михайлович      | 01.11.2010            | вища               | позапартійний                                 | ВД «Вольницяторф», начальник               |
| 8                                 | Винник Микола Іванович        | 01.11.2010            | вища               | позапартійний                                 | пенсіонер                                  |
| 9                                 | Грицай Любов Іванівна         | 01.11.2010            | середня спеціальна | позапартійна                                  | Жовтнева ветлікарня, ветеринар-фельдшер    |
| 10                                | Данченко Софія Юхимівна       | 01.11.2010            | середня спеціальна | член Партії регіонів                          | агрофірма «Вольниця», бухгалтер            |
| 11                                | Комар Микола Іванович         | 01.11.2010            | середня            | член Партії регіонів                          | Жовтневий будинок культури, директор       |
| Політична партія «Сильна Україна» |                               |                       |                    |                                               |                                            |
| 5                                 | Коток Надія Василівна         | 01.11.2010            | середня спеціальна | позапартійна                                  | Жовтнева амбулаторія, лікар                |
| 6                                 | Гузь Надія Олексіївна         | 01.11.2010            | середня спеціальна | позапартійна                                  | Жовтнева сільська рада, головний бухгалтер |
| Самовисування                     |                               |                       |                    |                                               |                                            |
| 1                                 | Бориско Олександр Дмитрович   | 01.11.2010            | середня            | член Всеукраїнського об'єднання «Батьківщина» | тимчасово не працює                        |
| 2                                 | Баран Микола Миколайович      | 01.11.2010            | середня            | позапартійний                                 | тимчасово не працює                        |
| 3                                 | Воробей Ганна Андріївна       | 01.11.2010            | середня            | позапартійна                                  | відділення зв'язку, начальник              |
| 4                                 | Хоменко Олександр Миколайович | 01.11.2010            | вища               | член Всеукраїнського об'єднання «Батьківщина» | агрофірма «Вольниця», інженер-енергетик    |
| 16                                | Жихор Іван Андрійович         | 01.11.2010            | вища               | позапартійний                                 | пенсіонер                                  |